# Eqalugaarsuit Helistop
Eqalugaarsuit Helistop (IATA: , ICAO: BGET) er en grønlandsk flyveplads beliggende i Eqalugaarsuit med et gruslandingsområde på 20 m x 30 m. I 2008 var der 106 afrejsende passagerer fra flyvepladsen fordelt på 42 starter (gennemsnitligt 2,52 passagerer pr. start).
Eqalugaarsuit Helistop drives af Mittarfeqarfiit, Grønlands Lufthavnsvæsen. Statens Luftfartsvæsen fører tilsyn med flyvepladsen.

## Eksterne links
- AIP for BGET fra Statens Luftfartsvæsen Arkiveret 24. februar 2012 hos  Wayback Machine